# Tarachidia flavibasis
Tarachidia flavibasis là một loài bướm đêm trong họ Noctuidae.